# جاستن هلبرن
جاستن هلبرن (بالإنجليزية: Justin Halpern)‏ هو مدون وكاتب أمريكي، ولد في 3 سبتمبر 1980 في سان دييغو في الولايات المتحدة.

## وصلات خارجية
- جاستن هلبرن على موقع IMDb (الإنجليزية)
- جاستن هلبرن على موقع ميوزك برينز (الإنجليزية)